# Штаркбаум, Бернхард
Бе́рнхард Шта́ркбаум (нем. Bernhard Starkbaum; род. 19 февраля 1986, Вена, Австрия) — австрийский хоккеист, вратарь клуба «Вена Кэпиталз». Игрок сборной Австрии по хоккею с шайбой.

## Карьера
Штаркбаум начал хоккейную карьеру в клубе «Винер», за который выступал во второй австрийской лиге. В возрасте 20 лет перешёл в команду «Филахер». В сезоне 2011/12 провёл в австрийском чемпионате 6 «сухих» матчей. В апреле 2012 года Бернхард подписал двухлетний контракт со шведской командой МОДО, однако уже в ноябре следующего года перешёл в «Брюнес». В сборной Австрии дебютировал 8 апреля 2009 года в матче против сборной России. В 2014 году выступал за австрийскую команду на Олимпиаде 2014 года в Сочи.